# Boucles de l'Aulne 2018
La 61e édition des Boucles de l'Aulne a eu lieu le 27 mai 2018. La course fait partie du calendrier UCI Europe Tour 2018 en catégorie 1.1. C'est également la dixième épreuve de la Coupe de France sur route.
Le tracé de cette édition, longue de 179.5 kilomètres, a été modifié par rapport à la précédente pour emprunter une partie du parcours de la cinquième étape du Tour de France 2018 avec la côte de Menez Quelerc'h et la montée du Grannec
.
L'épreuve a été remportée par Kévin Le Cunff de l'équipe Saint Michel-Auber 93 qui s'impose dans un groupe de quinze coureurs, devant Arthur Vichot (Groupama-FDJ) et Guillaume Martin (Wanty-Groupe Gobert)
. 
Le vainqueur avait terminé à la cinquième place lors de l'édition 2017.

## Classement final
|    | Coureur           | Équipe                  |    | Temps           |
| -- | ----------------- | ----------------------- | -- | --------------- |
| 1  | Kévin Le Cunff    | Saint Michel-Auber 93   | en | 4 h 24 min 12 s |
| 2  | Arthur Vichot     | Groupama-FDJ            | +  | 2 s             |
| 3  | Guillaume Martin  | Wanty-Groupe Gobert     |    | 4 s             |
| 4  | Julien Antomarchi | Roubaix Lille Métropole |    | 4 s             |
| 5  | Xandro Meurisse   | Wanty-Groupe Gobert     |    | 4 s             |
| 6  | Andrea Pasqualon  | Wanty-Groupe Gobert     |    | 4 s             |
| 7  | Romain Hardy      | Fortuneo-Samsic         |    | 4 s             |
| 8  | Jesús Herrada     | Cofidis                 |    | 4 s             |
| 9  | Thomas Degand     | Wanty-Groupe Gobert     |    | 8 s             |
| 10 | Sergey Firsanov   | Gazprom-RusVelo         |    | 8 s             |